# Teleutaea minamikawai
Teleutaea minamikawai är en stekelart som beskrevs av Setsuya Momoi 1963. Teleutaea minamikawai ingår i släktet Teleutaea och familjen brokparasitsteklar. Inga underarter finns listade i Catalogue of Life.